# Прекрасна фея
Прекрасна фея (англ. Dazzle) — фільм 1999 року.

## Сюжет
Дитячий письменник Том Найнтінгейл не може писати після смерті дружини; його єдина радість — читати казки своєї восьмирічної дочки Мелісси. Фея на ім'я Крістал таємно прилітає щоночі послухати ці казки. Одного вечора вона падає з підвіконня і вдаряється об дерево. Її крихітне тіло перетворюється на людське, і, прийшовши до тями, але втративши пам'ять, Крістал стукає в будинок Тома.

## У ролях
| Актор             | Роль                        |
| ----------------- | --------------------------- |
| Максвелл Колфілд  | Том                         |
| Шарлотта Севадж   | Мелісса                     |
| Дейл Каттс        | Бен                         |
| Еммануель Кастіс  | Марк                        |
| Міа Сара          | міс Мартінет                |
| Мішель Грюнвальд  | Бренда                      |
| Шантель Стандер   | Крістал                     |
| Джефф Фейгі       | Колекціонер                 |
| Грег Мелвілл-Сміт | доктор                      |
| Пітер Боннер      | Оддкін                      |
| Біг Мік           | Бодкін                      |
| Сьюзан Денфорд    | медсестра                   |
| Вілсон Данстер    | капітан Мердок              |
| Ірен Стефану      | дівчина в під'їзді          |
| Адам Вольф        | Пітер                       |
| Емілі МакАртур    | агент з продажу нерухомості |
| Деббі Браун       | учитель                     |
| Девід Шервуд      | директор                    |
| Дональд Вудберн   | трансвестит                 |
| Клер МакКензі     | медсестра                   |
| Джон Леслі        | двірник                     |
| Тревор ван Шведен | заступник                   |
| Грем Андерсон     | охоронець                   |